# 보르네오 전역 (1945년)
보르네오 전역(Borneo Campaign of 1945)는 태평양 전쟁 중에 일본군이 방어하던 보르네오섬과 부속 도서에 오스트레일리아군을 주력으로 한 연합군이 침공해 일어난 전투이다. 연합군이 승리했지만, 전략적으로 큰 영향은 없었다.

## 배경
보르네오섬 북서쪽은 영국령이었고, 남부에서 동부는 네덜란드령이었지만 모두 일본군에 의해 점령당해 있었다. 네덜란드령의 발릭파판과 산다칸, 그리고 영국령의 미리 등에는 유전이 있어서 일본에게는 중요한 자원 지대였다. 그러나 연합군의 필리핀 반격이 진행되면서, 해상 교통로가 차단되었기 때문에 일본 본토에 자원 수송이 불가능해졌다. 브루나이만은 중요한 해군 정박지였지만, 이미 가용할 수 있는 함대는 남아 있지 않았다.
일본군은 옛 영국령에는 육군을 배치하고, 옛 네덜란드령에는 해군을 배치시켜 주요 담당 지역을 할당하여 방어와 군정을 분담하고 있었다. 그 지역의 방어는 바바 마사오 중장의 제37군의 독립혼성 제56, 71여단과 제25연대를 배치하고 있었지만, 그 중 독립혼성 제71여단은 인원도, 장비도, 훈련도 부족하여 제대로 된 편성을 하지 못했다. 해군 방어의 주력은 카마다 미치아키 중장의 제22특별근처지대였다.
연합군은 네덜란드령 동인도의 탈환을 목표로 하는 〈오보에 작전〉(Operation "OBOE")의 일부로 보르네오 침공을 계획했다. 여기에는 브루나이 만에 영국 태평양 함대의 정박지를 확보하고, 유전을 탈환한다는 전략적 목적이 있었다. 〈오보에 1호 작전〉은 타라칸섬에 대한 탈환에 대한 내용이며, 발릭파판에 대한 탈환을 다룬 〈오보에 2호 작전〉, 브루나이 만과 라부안 탈환에 대한 〈오보에 6호 작전〉으로 구성되어 있었다. 지상전은 레슬리 모스헤드 중장의 오스트레일리아 제1군단 예하 제7사단과 제9사단이 주력으로 투입할 예정이었다. 그러나 이렇게 브루나이만을 기지화하는 것은 전쟁 자원의 낭비이며, 일본의 해상 교통로가 이미 차단되어 있기 때문에 상륙에 대한 전략적 가치가 없다고 비판을 받았다. 특히 독일이 항복한 이후 발릭파판에 대한 제7사단 투입을 중단하는 방안도 검토되었지만, 계획대로 실행되었다.

## 전투
1945년 4월부터 보르네오 지역의 일본군 기지는 필리핀에서 출격한 항공기와 기동 부대의 탑재기에 의해 맹렬한 사전 공습이 이루어졌다. 같은 달 중순에는 일본군은 연합군의 상륙이 임박하다고 판단하고 정유 시설을 스스로 파괴했다. 보르네오 전역에서 벌어진 전투와 날짜, 작전은 다음과 같다.
- 오보에 1호 : 1945년 5월 1일 ~ 6월 21일 : 타라칸 전투
- 오보에 6호 : 1945년 6월 10일 ~ 8월 15일 : 북보르네오 전투와 라부안 전투
- 오보에 2호 : 1945년 7월 1일 ~ 7월 21일 : 발릭파판 전투

### 타라칸섬 전투

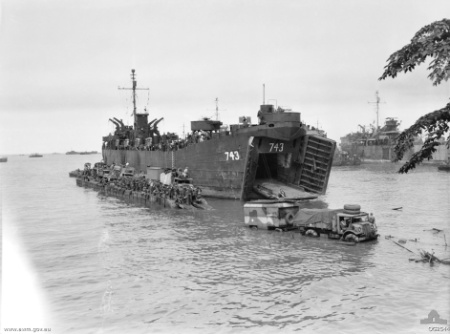
5월 4일 타라칸섬에 상륙하는 연합군

5월 1일, 동해안의 타라칸섬에 호주 제9사단 제26여단을 중심으로 하는 11,800명이 상륙했다. 일본군은 독립 보병 제455대대와 해군 제2경비대 총 2,200명이 방어하고 있었으며, 6월 중순까지 격렬한 저항을 계속했다. 종전까지 연합군은 소탕전을 계속 펼쳤고, 일본군은 1,500명이 전사하고 250명이 포로가 되었다. 연합군도 오스트레일리아군 225명이 전사하고 700여명이 부상당했다. 또한 미국 해군의 기동전 소해정 1척이 해안 포대에 격침되는 등 포대나 기뢰에 의해 구축함 등 5척이 손상되었다.

### 브루나이만 전투
6월 10일, 브루나이 만과 라부안에 호주 제9사단 주력이 도착했다. 경순양함 호바트를 시작으로, 순양함 4척, 구축함 23척 등 항공 부대가 지원을 하였고, 연합군의 참전 병력은 29,000명에 달했다. 일본군은 독립혼성 제56여단이 근처에 있었고, 그중 브루나이 만에 독립 보병 제366, 제367대대, 라부안에 독립 보병 제311대대를 배치해 두고 있었다. 일본군이 해안 배치를 피하고, 후퇴해 있었기 때문에 연합군은 일주일 만에 해안을 장악하는데 성공했고, 라부안 수비대는 전멸했다. 그 후 연합군에 의해 미리 방면으로 향한 추격전이 이루어졌다. 오스트레일리아군의 기록에 의하면 브루나이 만 일대의 전투에서 일본군은 1200명 이상이 전사한 반면, 오스트레일리아군은 114명이 전사하고 221명이 부상당했다. 또한 상륙에 앞서 소해 작업 중인 6월 8일에 미국 해군의 소해정 USS 살류트 (AM-294)가 기뢰에 의해 침몰을 당했다.

### 발릭파판 전투
6월 15일부터 발릭파판 부근에서 미 해군이 소해 작업을 시작했다. 이후 발릭파판에서의 작전이 끝날 때까지 기동 소해정 4척이 기뢰에 의해 침몰당하고, 포격 등으로 구축함 이하 몇 척이 손상을 입었다.
7월 1일, 순양함 5척 등의 함포 사격 후, 발릭파판에 호주 제7사단이 상륙했다. 연합군의 참전 병력은 33,500명으로 제2차 세계 대전 최후의 대규모 상륙전이라고도 평가를 받았다. 3일 아침에 상륙한 연합군 부대는 17,000명에 달했고, 상륙을 하는 동안 첫날에만 3만발에 달하는 맹렬한 함포 사격을 지원했다. 일본군은 해군 제22특별근처지대 병력 11,000명이 있었고, 2개의 비행장 주변 등에 방비를 굳건히 하고 있었다. 일본군은 유전 방공용의 대공포를 전용한 것까지 포함하여 상당히 강력한 포대를 보유하고 있었으며, 오스트레일리아군의 전차 3량을 연달아 격파하기도 했다. 그러나 일본군은 전문적인 지상 전투 요원이 적어서, 연이어 거점을 잃었고 9일에는 비행장까지 점령당했다.
7월 하순까지 추격전이 이루어졌고, 그 이후에도 전쟁이 끝날 때까지 산발적인 전투가 이어졌다. 오스트레일리아군의 기록에 의하면 일본군은 1,800명 이상이 전사한 반면, 오스트레일리아군의 피해는 전사 229명, 부상 664명이었다.

## 결과
연합군은 상륙 지점을 점령했지만, 그 다음 달 8월에 종전을 맞이했기 때문에 전략적으로 큰 영향은 끼치지 못했다. 일본군은 4,700명 이상이 전사 또는 병사했다. 연합군도 호주군 569명이 전사하고, 1,400명이 부상당하는 등 적지 않은 손해를 입었다.

## 참고 자료
- Dennis (et al.), Peter (1995). 《The Oxford Companion to Australian Military History》. 멜버른: 옥스포드 대학교 출판부.